# خوسه آنتونیو ویانوئوا
خوسه آنتونیو ویانوئوا (اسپانیایی: José Antonio Villanueva‎؛ زادهٔ ۳ فوریهٔ ۱۹۷۹) دوچرخه‌سوار اهل اسپانیا است.
وی در مسابقات کشوری و بین‌المللی در مجموع برندهٔ ۲ مدال نقره، ۱ مدال برنز شده‌است.